# Mount Henry MacLeod
Mount Henry MacLeod är ett berg i Kanada.   Det ligger i provinsen Alberta, i den centrala delen av landet, 3 100 km väster om huvudstaden Ottawa. Toppen på Mount Henry MacLeod är 2 931 meter över havet.
Terrängen runt Mount Henry MacLeod är kuperad åt sydost, men åt nordväst är den bergig.Trakten runt Mount Henry MacLeod är nära nog obefolkad, med mindre än två invånare per kvadratkilometer.. Det finns inga samhällen i närheten. 
I omgivningarna runt Mount Henry MacLeod växer i huvudsak barrskog.